# Dužnatka

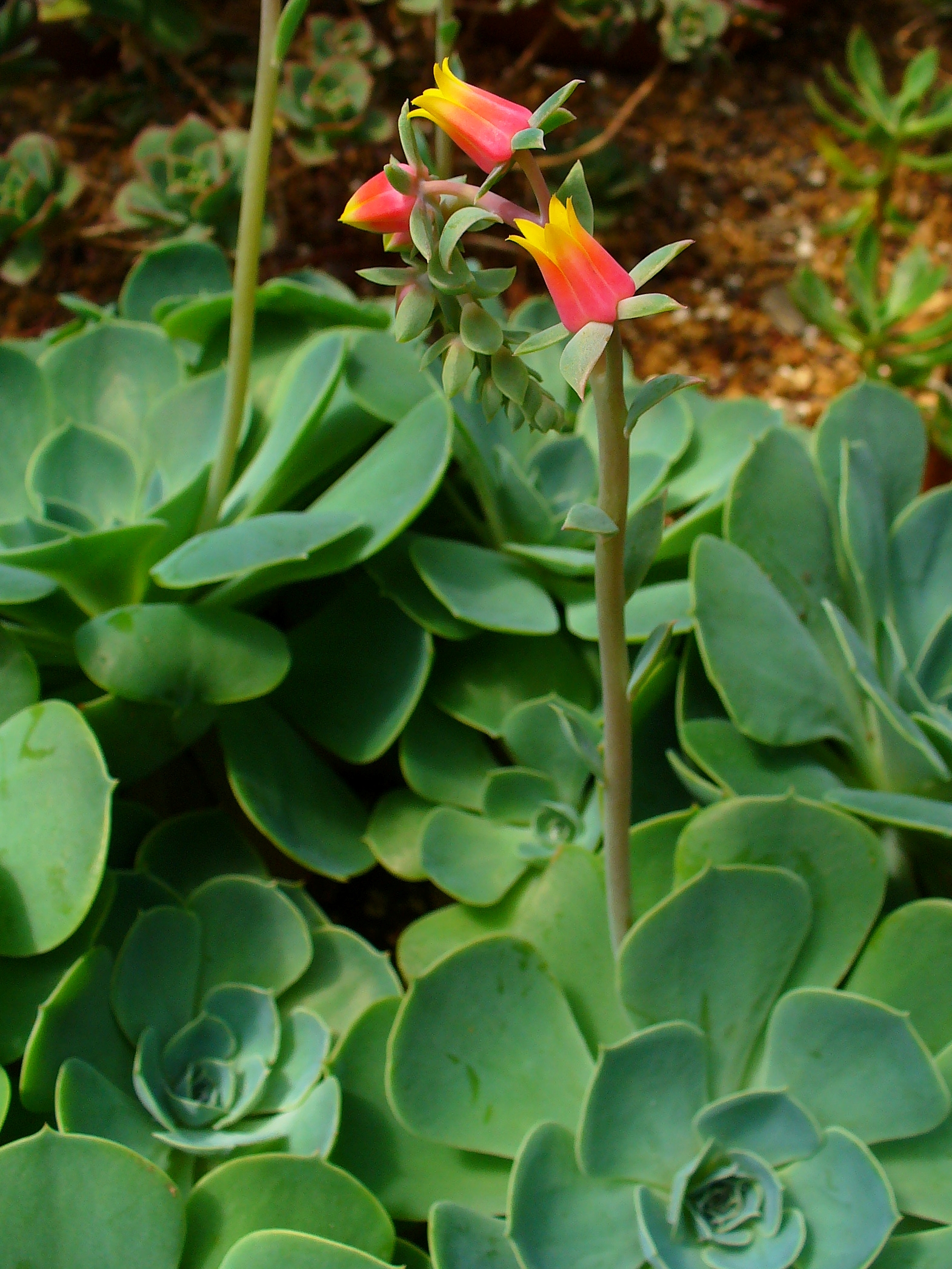
Dužnatka Echeveria gibbiflora

Dužnatka (Echeveria) je rod rostlin z čeledi tlusticovité. Jsou to sukulenty se silně dužnatými listy a pětičetnými květy v květenstvích různých typů. Plodem je měchýřek. Rod zahrnuje asi 140 až 170 druhů a je rozšířen výhradně v Americe od Texasu až po Argentinu. Největší počet druhů roste v Mexiku. Dužnatky jsou horské suchomilné rostliny, v nížinách se nevyskytují.
Dužnatky jsou často pěstovány jako okrasné sukulentní rostliny a bylo vypěstováno nepřeberné množství různých kříženců a kultivarů. Existují též mezirodoví kříženci s některými jinými rody čeledi tlusticovité. V současnosti jsou různé kultivary dužnatek často nabízeny v zahradnictvích a zahradních centrech jako pokojové rostliny. Pro takové využití však nejsou vhodné a v pokojových podmínkách rychle ztrácejí atraktivní vzhled.

## Charakteristika
Většina dužnatek má listy uspořádané v přízemní růžici. Některé mají jednotlivé, kompaktní růžice, zatímco u jiných se vytváří při bázi růžice skupinky dceřiných rostlinek. Některé druhy ovšem mají protáhlý stonek s méně nahloučenými listy. Tyto druhy mohou vyrůst až do podoby malých sukulentních keřů.

## Popis
Dužnatky jsou vytrvalé, sukulentní, lysé nebo chlupaté byliny až polokeře. Listy jsou zpravidla uspořádané v růžici, výjimečně roztroušené po celé délce stonku. Některé druhy mají přízemní růžici listů bez zřetelného stonku, u jiných může být stonek dlouhý a větvený. Listy jsou silně dužnaté, obvykle kopinaté nebo obkopinaté, často šedozelené nebo různě kolorované. Květy jsou uspořádány v hroznovitých, latovitých nebo vrcholíkovitých květenstvích.
Kališní lístky jsou téměř zcela volné, přilehlé ke koruně nebo odstávající, podobného tvaru a velikosti nebo i silně nestejné.
Koruna je bílá, žlutá, oranžová nebo červená, výjimečně zelenavá, trubkovitá až baňkovitá. Z vnitřní strany jsou při bázi koruny zpravidla nektáriové prohlubně.
Tyčinek je 10, 5 z nich je přirostlých na vrcholu nektáriových prohlubní, zbývajících 5 spočívá na vrcholu korunní trubky mezi korunními laloky. Gyneceum je složeno z 5 na bázi srostlých plodolistů. Plodem je souplodí měchýřků.

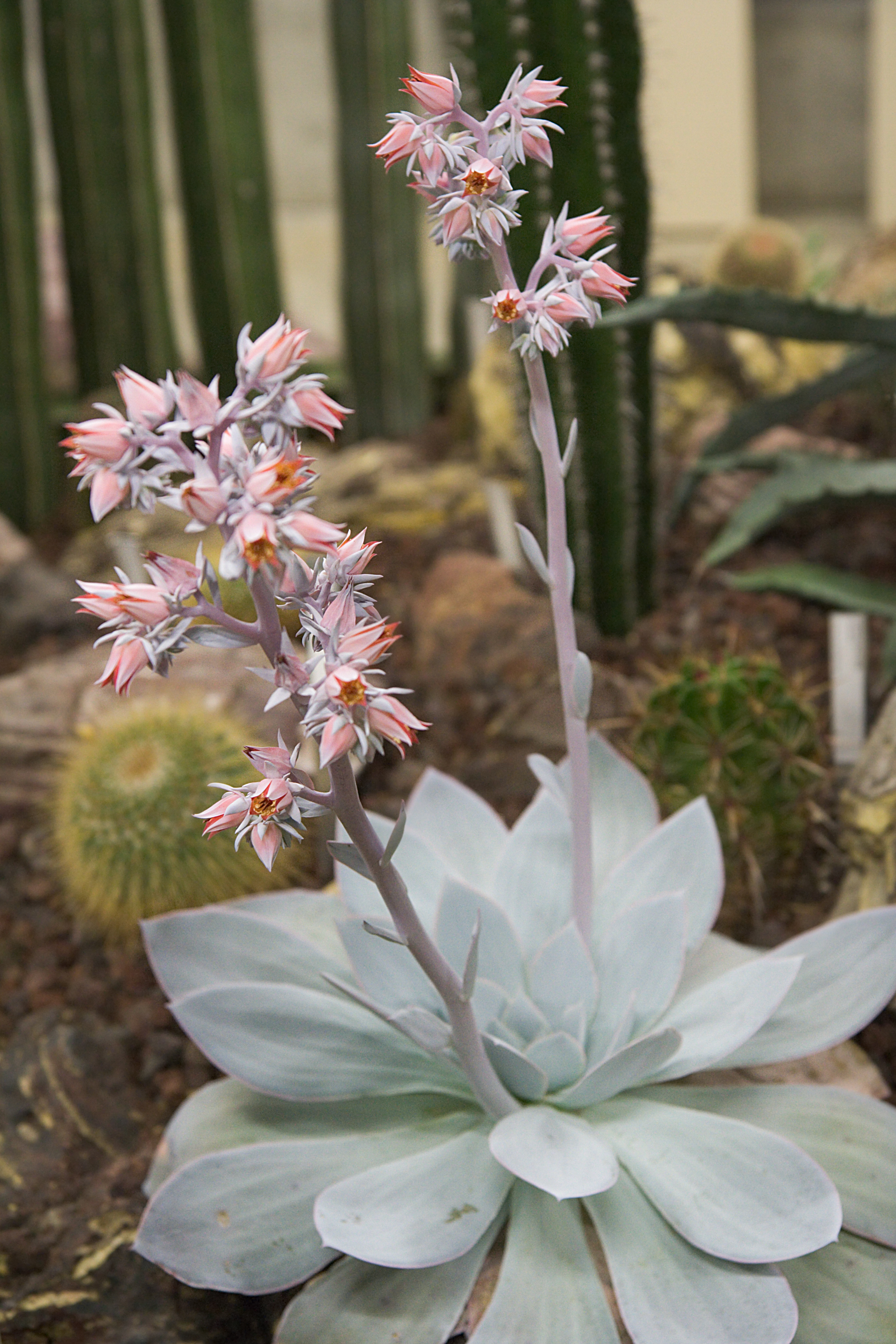
Echeveria cante
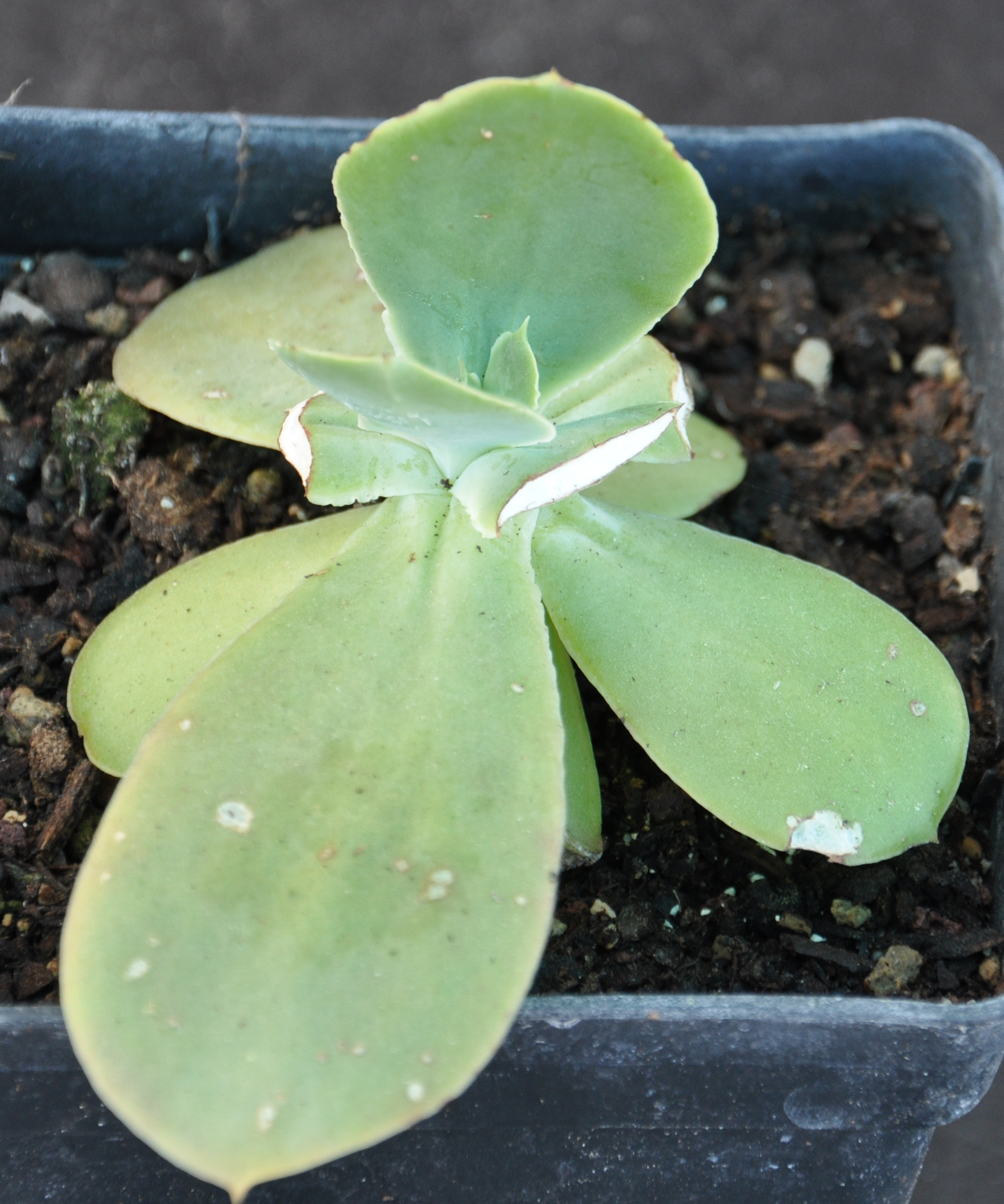
Méně obvyklý druh E. rubromarginata
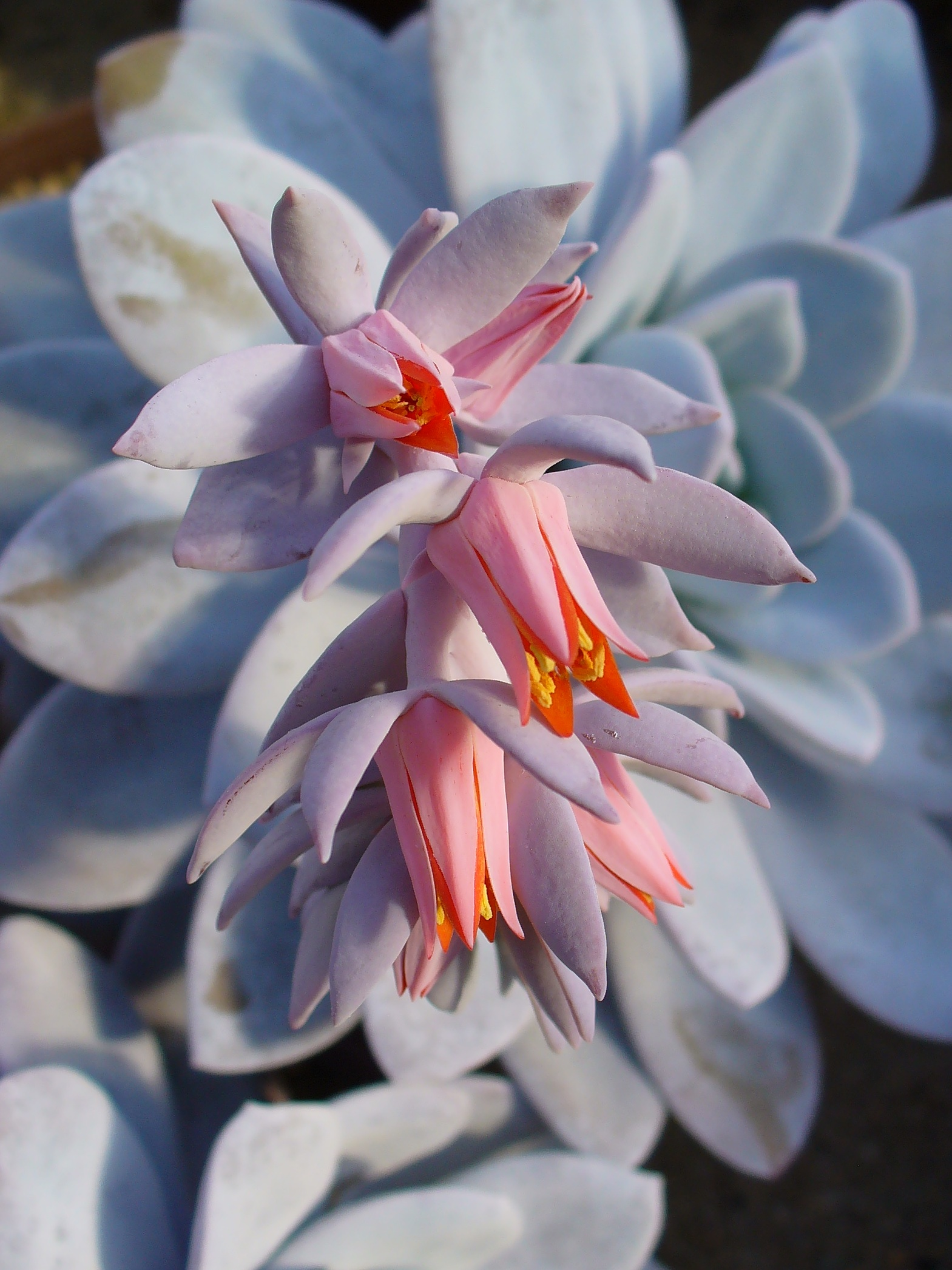
Detail E. laui
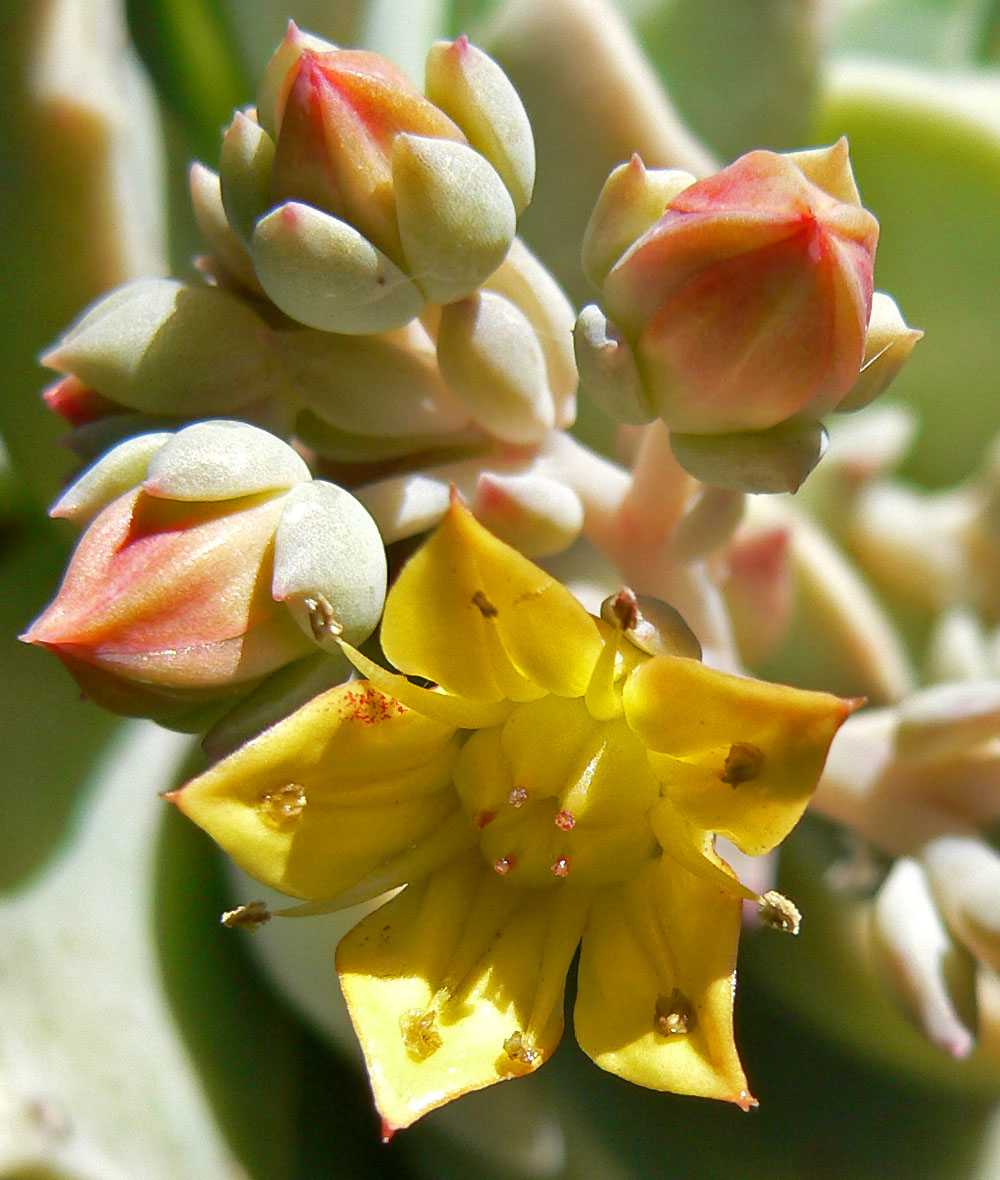
Detail květu E. multicaulis

## Rozšíření
Rod Echeveria zahrnuje asi 139 až 170 druhů. Je rozšířen od Texasu a Mexika přes Střední Ameriku až po Bolívii a severní Argentinu. Centrum druhové diverzity je v Mexiku, které je také považováno za vývojové centrum rodu. V Texasu roste pouze druh Echeveria strictiflora, který sem přesahuje z Mexika. Do Argentiny zasahuje jediný druh, Echeveria peruviana.
Dužnatky rostou ve středních a vyšších horských polohách, zpravidla v nadmořských výškách od 1000 do 3000 metrů, některé druhy až přes 4000 metrů. V nížinách se nevyskytují. Druh Echeveria laui sestupuje i do výšek okolo 500 metrů. Většina druhů roste v mírném zástinu na skalnatých stanovištích, na bocích skalních útesů a skalních teráskách s mělkou půdou a malou konkurencí jiné vegetace. Druh Echeveria rosea je epifytní. Některé nemnohé druhy (Echeveria heterosepala, E. schaffneri, E. paniculata) vyhledávají plochá písčitá stanoviště v aridních oblastech.

## Etymologie
Rod byl pojmenován na počest mexického botanického výtvarníka jménem Atanasio Echeverria, který okolo roku 1787 pořídil jedny z prvních kreseb této rostliny.

## Taxonomie
Dužnatky jsou v rámci jednotlivých druhů velmi variabilní rostliny a jejich taxonomie je proto obtížná. Rozdíly mezi jednotlivými varietami téhož druhu mohou být markantnější než rozdíly mezi jednotlivými druhy. Velké množství různých lokálních forem již známých druhů tak bylo popsáno jako nové druhy. Další příčinou jejich relativně malé prozkoumanosti je fakt, že často rostou rozptýleně v nepřístupných horských oblastech. Každým rokem je popsáno několik nových druhů.

## Zástupci
- dužnatka ozdobná (Echeveria elegans)
- dužnatka štětinatá (Echeveria setosa)

## Význam

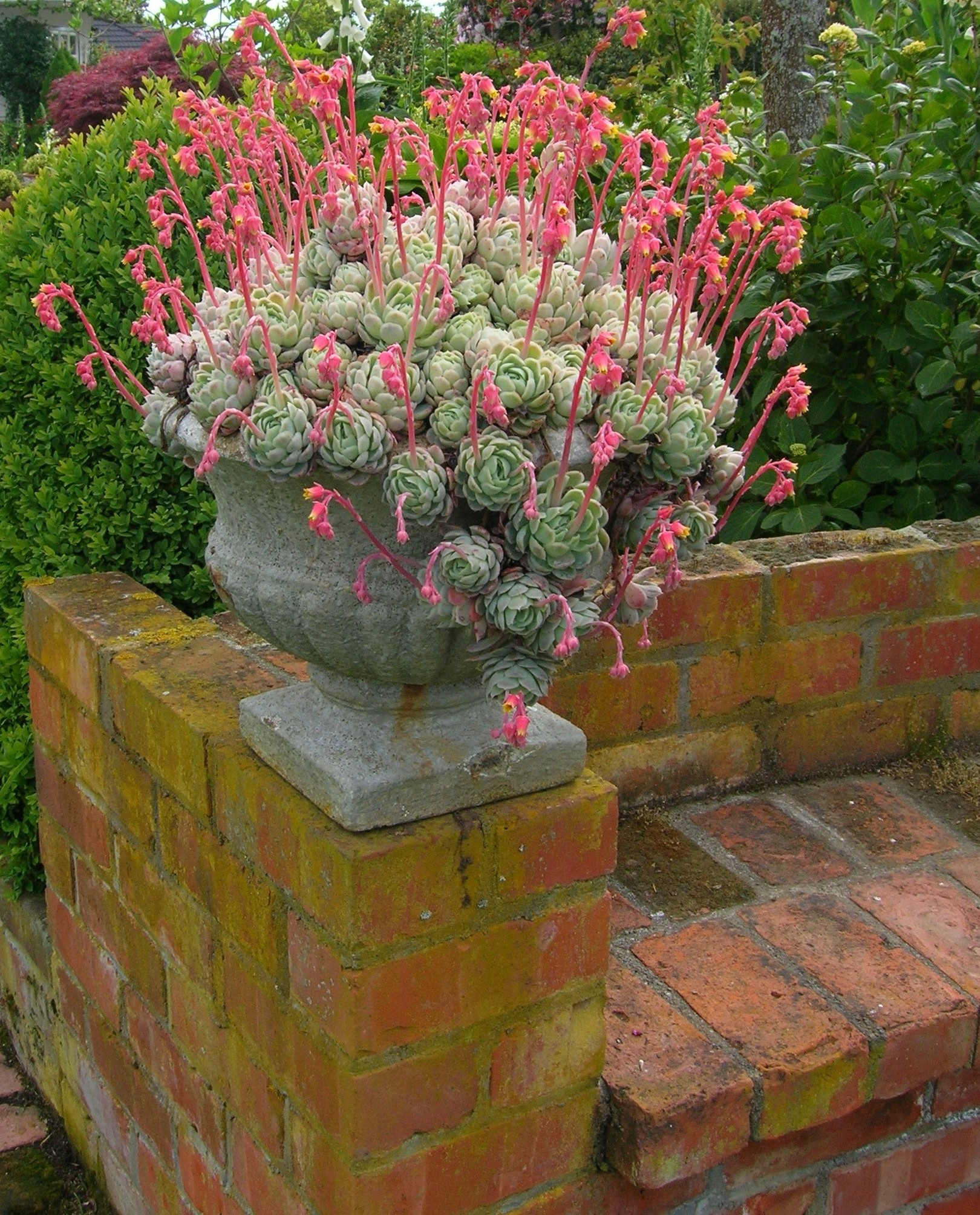
Dužnatka v podařené zahradní kompozici

Dužnatky jsou pěstovány v četných okrasných kultivarech jako atraktivní sukulenty, jimž je ovšem pro úspěšné pěstování třeba poskytnout náležité podmínky. V zahradních centrech a obdobných podnicích jsou často nabízeny jako pokojová dekorace, pro dlouhodobé pěstování v takových podmínkách však tyto rostliny nejsou vhodné. V zastínění rychle ztrácejí pěkný, kompaktní tvar a atraktivní vybarvení a stávají se nevzhlednými. V poslední době se v obchodní síti jako novinka objevují rostliny, které ve tmě světélkují. Jsou nabízeny pod názvem Echeveria 'Glowing Star in the Dark' nebo 'Glowing Wonder in the Dark'. Tyto rostliny nejsou produktem genetické manipulace, světélkující voskovitá substance je pouze nanesena na jejich povrch.
V některých oblastech světa s mírným létem a nepříliš vlhkou, víceméně bezmrazou zimou je možno s úspěchem celoročně pěstovat dužnatky i jako venkovní zahradní rostliny.

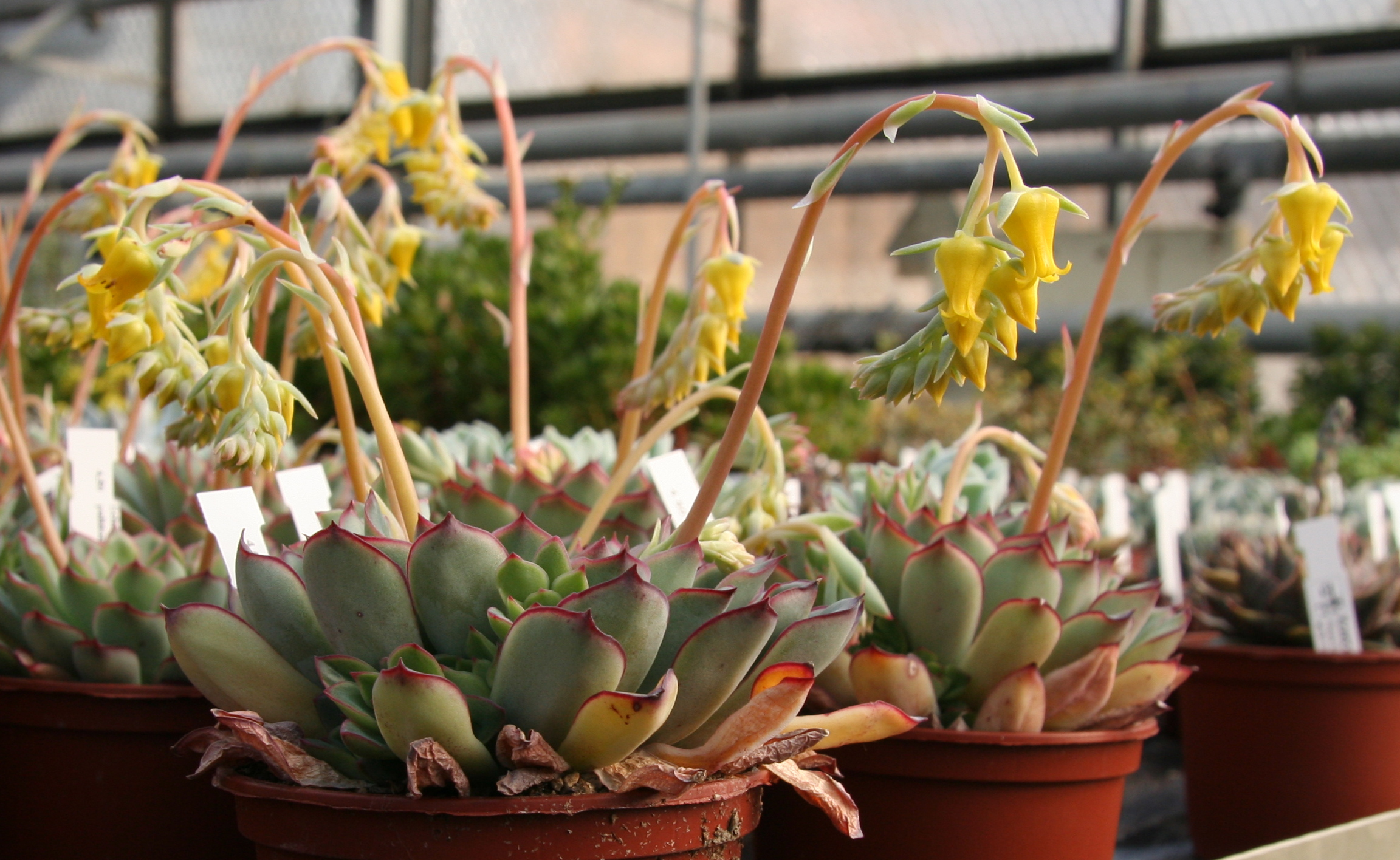
Kultura dužnatek ve skleníku
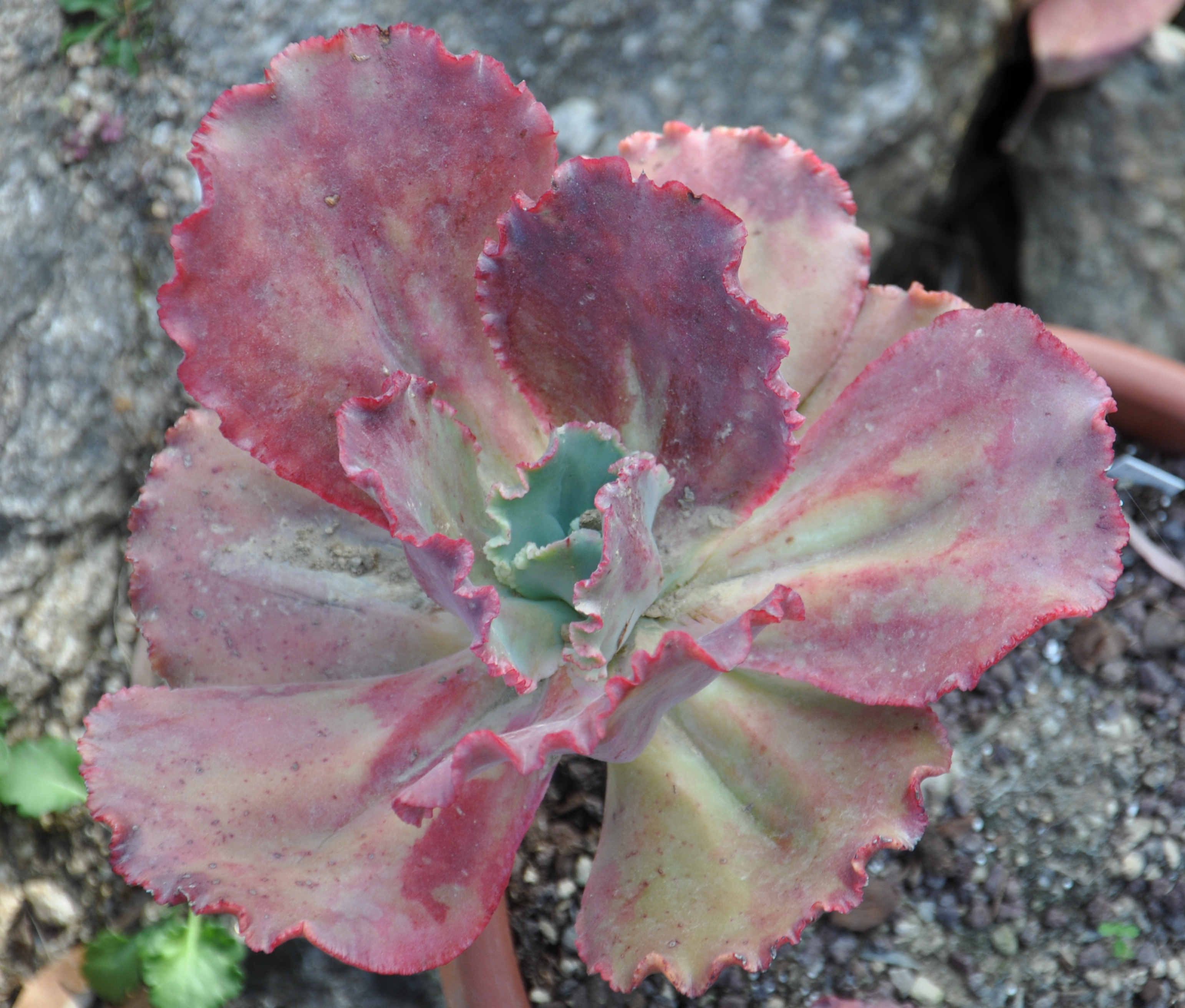
Bizarní kultivar 'Mauna Loa'
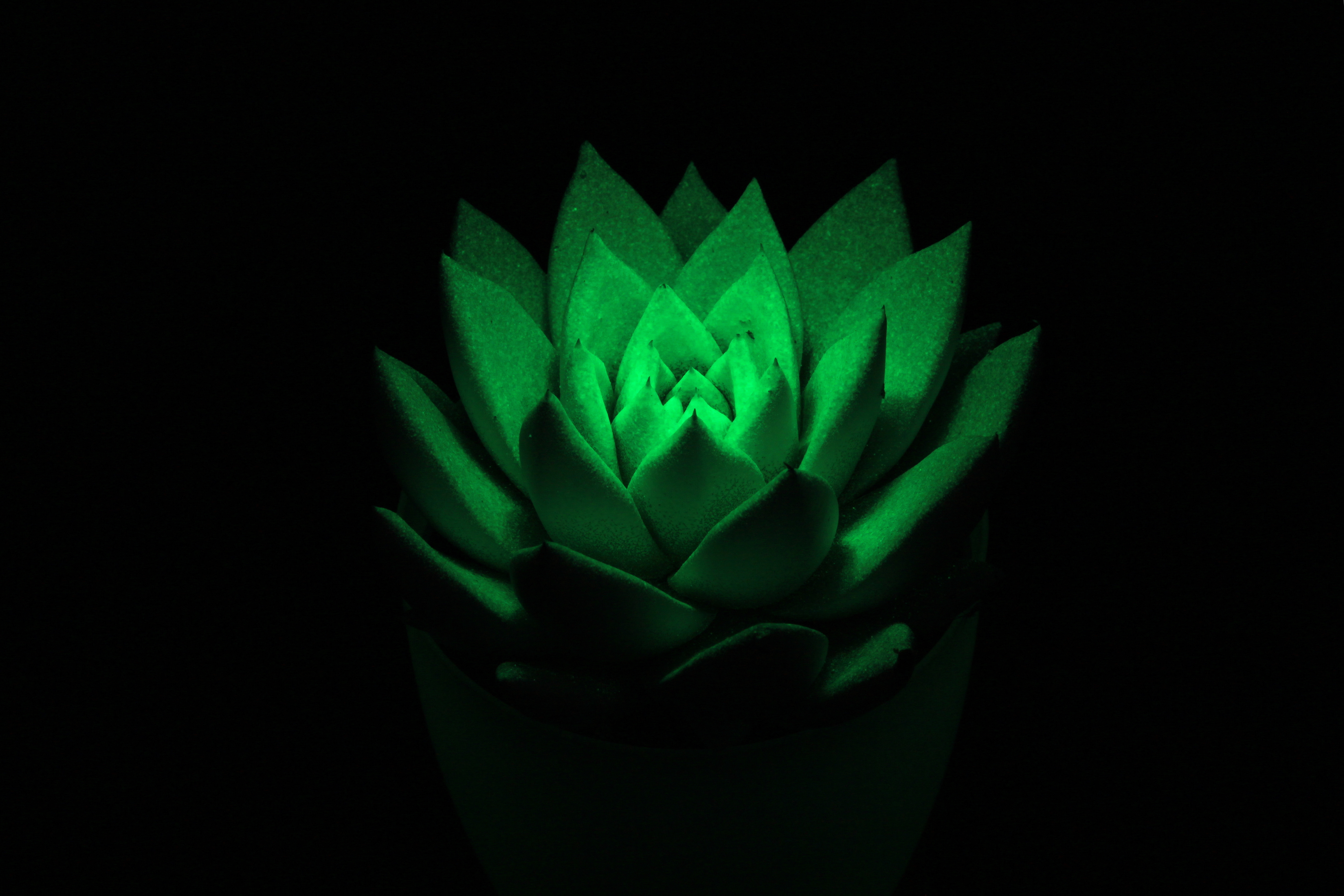
Světélkující výpěstek Echeveria agavoides "Glowing Wonder in the Dark"

## Kříženci a kultivary
Všechny druhy dužnatek se mohou mezi sebou v podstatě libovolně křížit. V kultuře tak vzniklo nepřeberné množství různých kříženců a hybridních forem. V přírodě k jejich samovolnému křížení vesměs nedochází, neboť mu brání různé geografické bariéry (areály jednotlivých druhů jsou odděleny např. horskými masívy či rozlehlými údolími) a vzdálenost mezi místy jejich výskytu. Také se pěstují různé mutantní a monstrózní formy, které se v rámci rodu občas samovolně objevují.
První kříženci byli vypěstováni koncem 18. století ve Francii. V druhé polovině 19. století byl v Evropě boom pěstování dužnatek a některé ze starých hybridů se dochovaly dodnes. Náleží mezi ně např. Echeveria 'Imbricata', kterou v roce 1870 vypěstoval M. Deleuil zkřížením E. gibbiflora 'Metallica' a E. secunda (syn. E. glauca). V průběhu 20. století pak byla objevena řada nových atraktivních druhů a pěstování sukulentů se také stalo poměrně rozšířenou zálibou.

### Mezirodoví kříženci
Rod Echeveria se může křížit i s některými jinými rody čeledi tlusticovité. Byli vypěstováni kříženci s rodem Graptopetalum (×Graptoveria), Pachyphytum (×Pachyveria) a také s rodem Sedum (×Sedeveria).

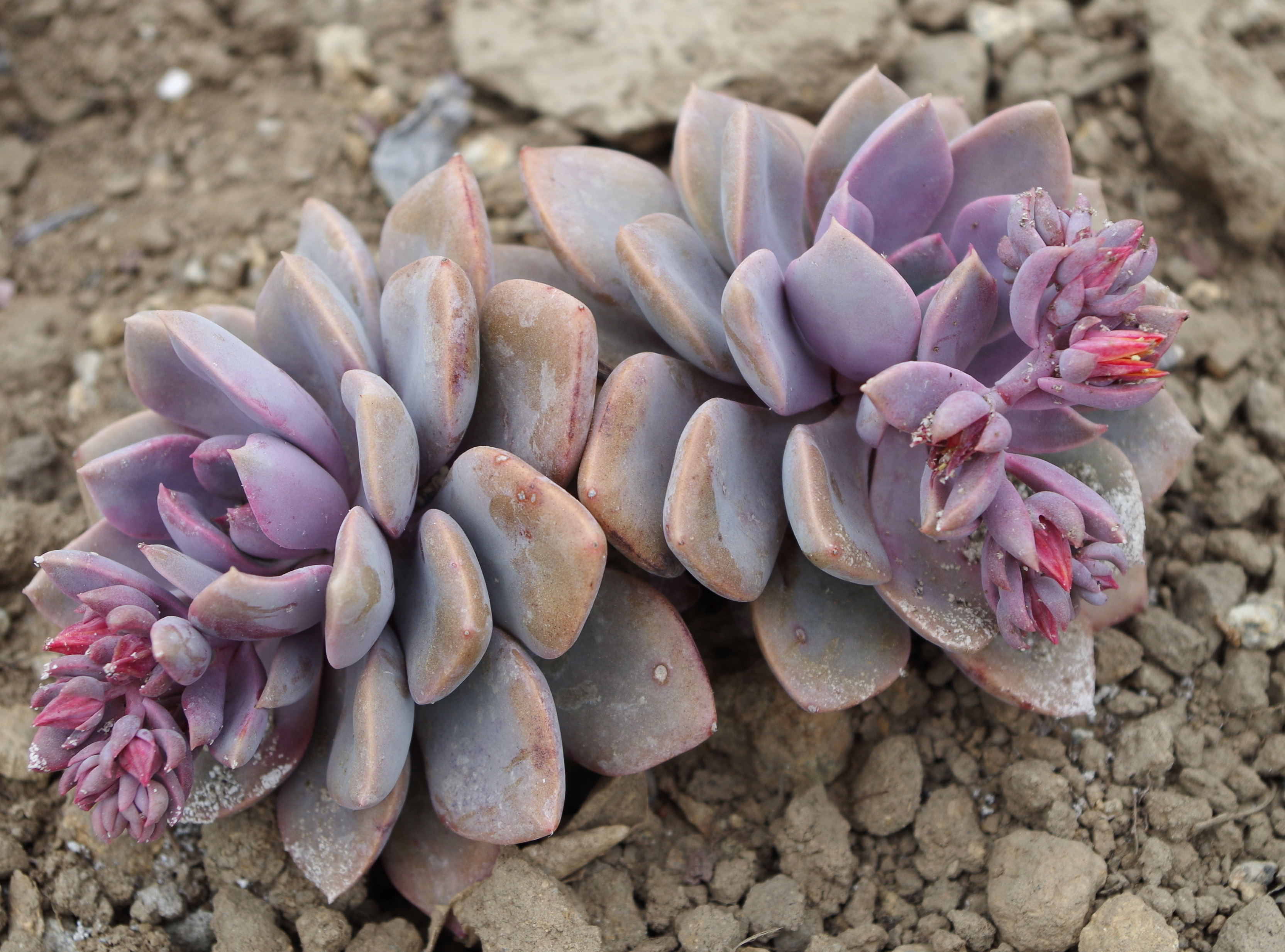
×Graptoveria 'Debbie'
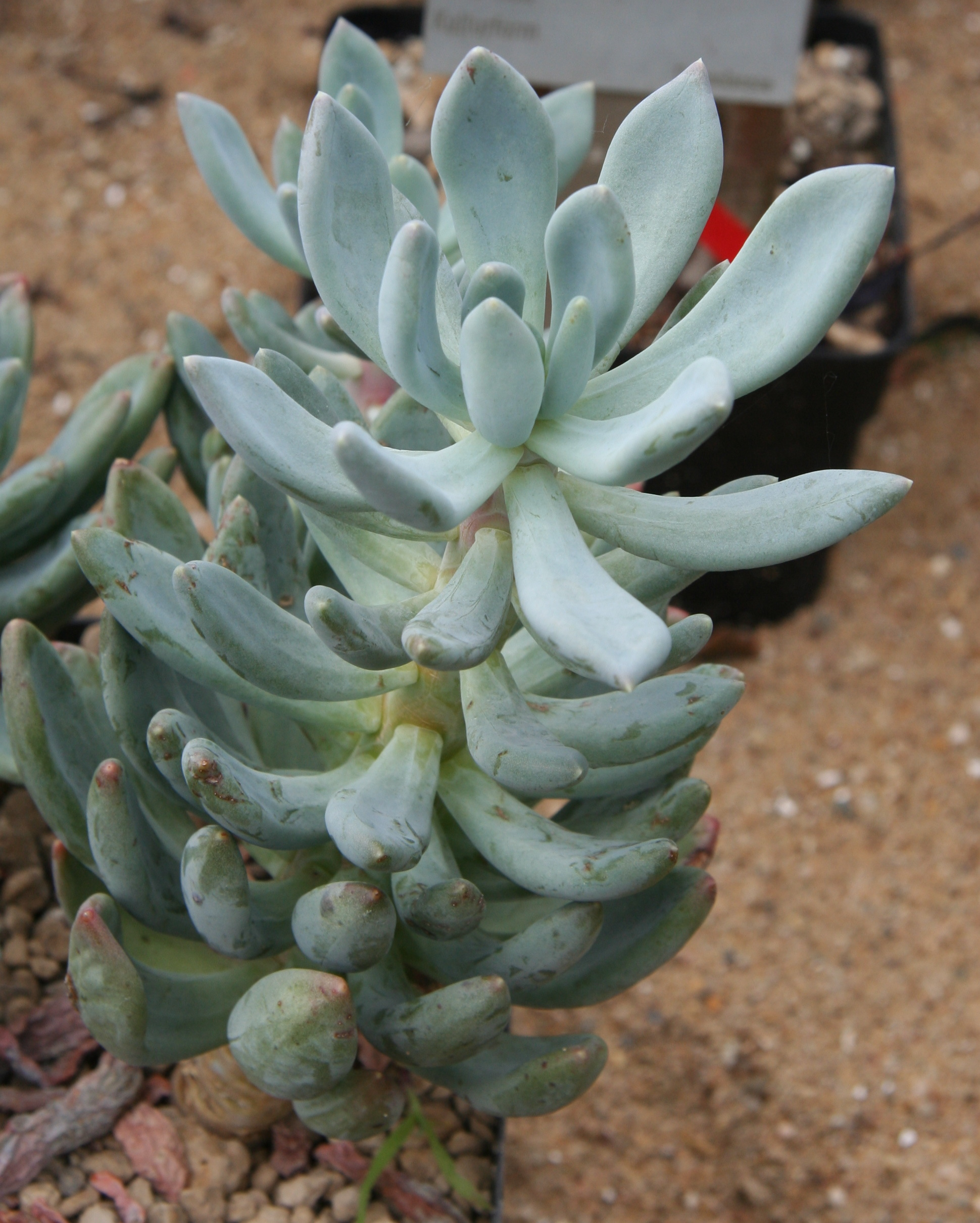
×Pachyveria glossoides
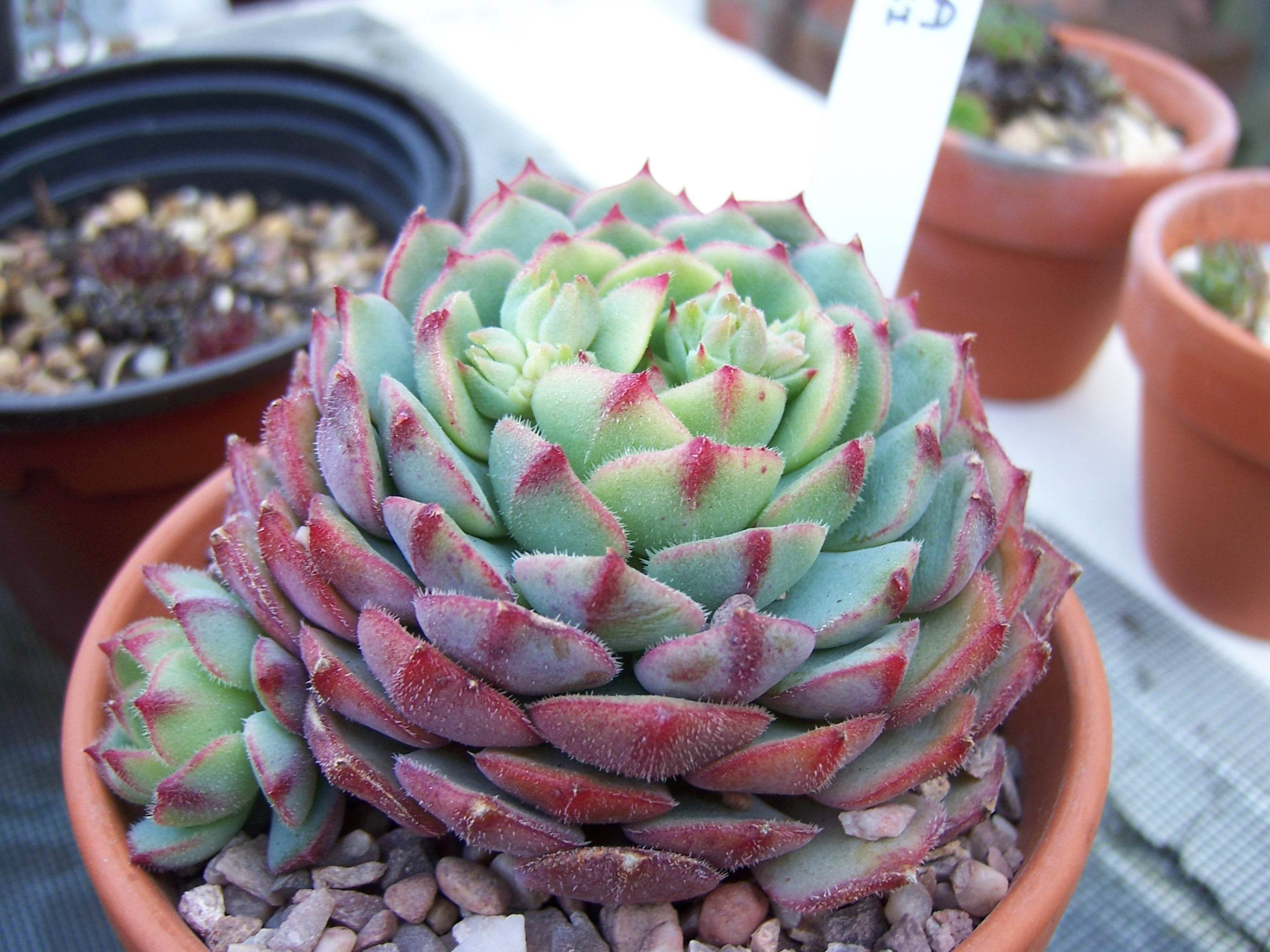
×Sedeveria hummellii

## Pěstování

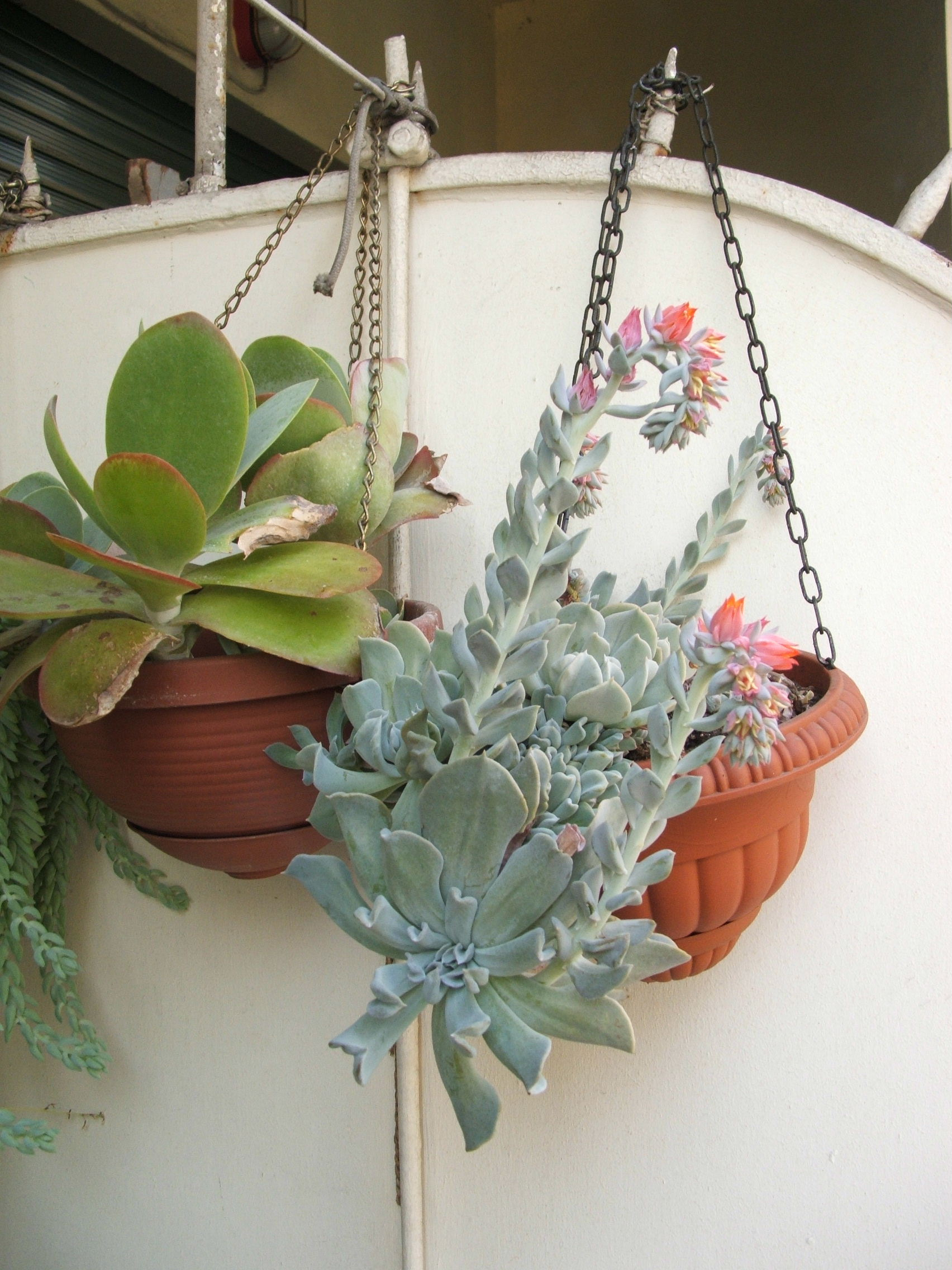
Echeveria 'Topsy Turvy' jako závěsná rostlina (vpravo)

Dužnatky mají určité specifické nároky, neboť se jedná o horské sukulenty. Mezi snadno pěstovatelné druhy náleží např. E. agavoides, E. elegans a E. secunda a jejich kultivary. Pěstování řady jiných druhů je již obtížnější.
Rostliny dospívají ve 2 až 3 letech, kdy jejich růžice dosahují největší velikosti. Dospělé dužnatky zpravidla kvetou každoročně v období pozdního jara. Někteří pěstitelé květenství odstraňují.
Dužnatky dobře prospívají při pěstování v květináčích, které lze na léto umístit např. na balkon či verandu. Svědčí jim pohyblivý a suchý vzduch, kdežto v zapařeném či zatuchlém prostředí se u nich rozvíjejí různé choroby. Z tohoto důvodu by také neměly být pěstovány příliš na husto. Ačkoliv jsou to velmi světlomilné rostliny, měly by být chráněny před extrémním slunečním úpalem. Teploty nad 30 °C, k nimž dochází např. v horkých letních dnech při umístění za jižním oknem, způsobují poškození listů. Přes léto mají rostliny lepší vzhled, jsou-li pěstovány v chladnějších podmínkách. Ideální denní teploty v létě se pohybují mezi 20 až 25 °C, noční pak mezi 5 až 15 °C. Rovněž zálivka má být v období růstu přiměřená podobně jako u jiných sukulentů, neboť dlouhodobější přemokření vede ke hnilobě kořenů. Za horkého léta mohou být zalévány i denně, zpravidla to však není nutné. Přílišné sucho ve vegetační sezóně vede ke zpomalení růstu rostlin. Mladé rostlinky potřebují pravidelnější a vyrovnanější zálivku než dospělé. Mexické druhy vyžadují suchou periodu v chladné části roku. Dužnatky nejsou mrazuvzdorné, byť většina hybridů je schopna přežít lehký mráz. Nejkrásnějšího zbarvení dosahují na podzim. Na zimu je třeba je umístit na světlé místo ve skleníku či u okna. Dospělé rostliny jsou schopny přečkat i 5 měsíců úplného sucha, přes zimu však nejlépe prospívají při opatrné zálivce v přibližně čtrnáctidenních intervalech. Při nedostatku slunce se rostliny málo vybarvují a nedosahují krásy rostlin rostoucích v optimálních podmínkách.
Dužnatky vyžadují dobře propustnou půdu, obvyklý substrát používaný pro sukulenty však pro ně není příliš vhodný, neboť obsahuje příliš mnoho písku či štěrku a je málo humózní. Je proto vhodné jej smíchat s klasickým zahradním substrátem. Hnojení je nejlépe zajistit pomalu se uvolňujícím hnojivem, neboť na přehnojení dusíkem rostliny reagují překotným a neforemným růstem. Některé druhy či kultivary nejlépe vypadají, pokud jsou pěstovány ve starém a živinami chudém substrátu. Patří mezi ně např. často pěstovaný kultivar E. runyonii 'Topsy Turvy'. Staré odumřelé listy je vhodné průběžně odstraňovat, aby se nestaly zdrojem hnilobných onemocnění.